# Landouzy-la-Ville
Landouzy-la-Ville é uma comuna francesa na região administrativa de Altos da França, no departamento de Aisne.